# Campionati europei femminili di hockey su pista 2009
Il Campionato europeo di hockey su pista femminile 2009 è stata la 10ª edizione del campionato europeo di hockey su pista femminile; la manifestazione è stata disputata in Francia a Saint-Omer dal 27 al 31 ottobre 2009.

La competizione fu organizzata dalla Comité Européen de Rink-Hockey.

Il torneo è stato vinto dalla nazionale spagnola per la 2ª volta nella sua storia.

## Nazionali partecipanti
- Francia
- Germania
- Inghilterra
- Portogallo
- Spagna
- Svizzera

## Svolgimento del torneo

### Risultati
Prima giornata
| Saint-Omer 27 ottobre 2009 | Inghilterra | 0 – 7 | Spagna | Salle des Sports du Brockus |

| Saint-Omer 27 ottobre 2009 | Svizzera | 1 – 5 | Portogallo | Salle des Sports du Brockus |

| Saint-Omer 27 ottobre 2009 | Francia | 4 – 2 | Germania | Salle des Sports du Brockus |

Seconda giornata
| Saint-Omer 28 ottobre 2009 | Spagna                         | 3 – 1 | Svizzera | Salle des Sports du Brockus\| Arbitro: \| Thomas Ehlert Boris Tarassioux \| |
| Arbitro:                   | Thomas Ehlert Boris Tarassioux |       |          |                                                                             |

| Saint-Omer 28 ottobre 2009 | Germania                | 6 – 0 | Inghilterra | Salle des Sports du Brockus\| Arbitro: \| Jose Pinto Arnaud Esoli \| |
| Arbitro:                   | Jose Pinto Arnaud Esoli |       |             |                                                                      |

| Saint-Omer 28 ottobre 2009 | Francia                     | 4 – 3 | Portogallo | Salle des Sports du Brockus\| Arbitro: \| Carlos Bifet Franco Ferrari \| |
| Arbitro:                   | Carlos Bifet Franco Ferrari |       |            |                                                                          |

Terza giornata
| Saint-Omer 29 ottobre 2009 | Inghilterra                    | 1 – 13 | Portogallo | Salle des Sports du Brockus\| Arbitro: \| Thomas Ehlert Boris Tarassioux \| |
| Arbitro:                   | Thomas Ehlert Boris Tarassioux |        |            |                                                                             |

| Saint-Omer 29 ottobre 2009 | Germania                    | 0 – 3 | Spagna | Salle des Sports du Brockus\| Arbitro: \| Franco Ferrari Arnaud Esoli \| |
| Arbitro:                   | Franco Ferrari Arnaud Esoli |       |        |                                                                          |

| Saint-Omer 29 ottobre 2009 | Francia                 | 8 – 0 | Svizzera | Salle des Sports du Brockus\| Arbitro: \| Jose Pinto Carlos Bifet \| |
| Arbitro:                   | Jose Pinto Carlos Bifet |       |          |                                                                      |

Quarta giornata
| Saint-Omer 30 ottobre 2009 | Svizzera | 0 – 9 | Germania | Salle des Sports du Brockus |

| Saint-Omer 30 ottobre 2009 | Francia | 10 – 1 | Inghilterra | Salle des Sports du Brockus |

| Saint-Omer 30 ottobre 2009 | Portogallo | 1 – 2 | Spagna | Salle des Sports du Brockus |

Quinta giornata
| Saint-Omer 31 ottobre 2009 | Inghilterra | 2 – 4 | Svizzera | Salle des Sports du Brockus |

| Saint-Omer 31 ottobre 2009 | Germania | 3 – 1 | Portogallo | Salle des Sports du Brockus |

| Saint-Omer 31 ottobre 2009 | Francia | 0 – 3 | Spagna | Salle des Sports du Brockus |

### Classifica
|    | Squadra     | PT | G | V | N | P | GF | GS | Diff. |
| -- | ----------- | -- | - | - | - | - | -- | -- | ----- |
| 1. | Spagna      | 15 | 5 | 5 | 0 | 0 | 18 | 2  | +16   |
| 2. | Francia     | 12 | 5 | 4 | 0 | 1 | 26 | 9  | +17   |
| 3. | Germania    | 9  | 5 | 3 | 0 | 2 | 20 | 8  | +12   |
| 4. | Portogallo  | 6  | 5 | 2 | 0 | 3 | 23 | 11 | +12   |
| 5. | Svizzera    | 3  | 5 | 1 | 0 | 4 | 6  | 27 | -21   |
| 6. | Inghilterra | 0  | 5 | 0 | 0 | 5 | 4  | 40 | -36   |

## Campioni
| Campione d'Europa 2009 |
| ---------------------- |
| Spagna 2º titolo       |